# 纳瓦林号战列舰
“纳瓦林”号战列舰（羅馬化：Navarin）是19世纪80年代末和90年代初为俄罗斯帝国海军黑海舰队建造的一艘前无畏舰。该舰服役后被分配到波罗的海舰队，早期部署在地中海和远东地区。该舰在1900年参与了对义和团运动的镇压，然后在1901年返回波罗的海舰队。1904年2月日俄战争开始几个月后，“纳瓦林”号被分配到第二太平洋舰队，以解救被封锁在旅顺口的俄罗斯军队。1905年5月的对马海峡海战中，该舰在夜间被日本驱逐舰布设的24枚链式水雷击沉，舰上大部分成员遇难。

## 设计和描述
“纳瓦林”号是一艘以英国特拉法尔加级战列舰为原型的低干舷炮塔舰。俄国海军最初的要求是一艘更小型的舰只，但是最终还是改变了主意，转而要求一艘更大的，能够“在所有欧洲海域中运作，并且能够以其煤炭装载量抵达远东”。该舰的设计在订单下达后又发生了修改，其中包括用更强大的同口径火炮取代原设计稿中的主炮，以及将副炮从6门增加到8门。
该舰水线长347英尺6英寸（105.9），全长351英尺（107），舷宽67英尺（20.4），吃水深27英尺7英寸（8.4），排水量为10,206長噸（10,370公噸），比设计排水量9,476長噸（9,628公噸）多了800長噸（813公噸），舰上的常规配置为24名军官和417名水手。
“纳瓦林”号安装有两座三缸立式三胀蒸汽机，每座驱动一具螺旋桨。使用12座圆柱形火管锅炉提供9.4標準大氣壓（952千帕斯卡；138磅力每平方英寸）的蒸汽。四个锅炉房两两并列布置，每个锅炉房都有自己的烟囱。这种不寻常的布置给了该舰一个奇特的绰号——“工厂”（Завод）。1891年5月对第一批锅炉的试验显示，由于构造上的缺陷，这些锅炉无法保持设计的蒸汽压力。俄国海军要求海军部造船厂自费更换新的锅炉，但1893年8月对新锅炉的测试显示，其蒸汽产量依然不足。为此工厂请求用一年的时间来纠正问题，海军部批准了这个请求，而此时该舰的建造已经落后于计划。在1895年11月的最后一次海试中，“纳瓦林”号最高速度达到了15.85節（29.35每小時；18.24英里每小時）。该舰最大载煤量为1,200長噸（1,200公噸），在10節（19每小時；12英里每小時）的速度下，续航能力为3,050海里（5,650；3,510英里）。

### 武器
该舰的主炮由四门35倍径12英寸（305）奥布霍夫1886型炮组成，这几门炮都装在上层建筑前后部的液压驱动双联装炮塔中。这种火炮每次开火间隔需要2分钟22秒，以2,090英尺每秒（637每秒）的炮口初速发射重达731.3英磅（331.7）的“轻质”炮弹。每门炮配备有80发炮弹。舰载副炮是8门35倍径6英寸（152毫米）1877型炮，这些炮都安装在上层建筑的炮廓中，舰上共为副炮配备了1600发炮弹。
为了防御鱼雷艇，“纳瓦林”号配备了一批小口径炮，包括安装在上层建筑中的14门47（1.9英寸）霍奇基斯机炮。这些炮发射重3英磅3盎司（1.4）的炮弹，炮口初速为1,867英尺每秒（569每秒）。总共有8门马克沁QF37（1.5英寸）炮被安装在战斗桅楼，其余四门炮可能用于装备舰上的小艇。这些炮发射1英磅（0.45）重炮弹，炮口初速为1,319英尺每秒（402每秒）。“纳瓦林”号还装备了6具水上15英寸（381）鱼雷发射管，舰首和舰尾各有一具，两舷各有两具。每具鱼雷发射管配备有两枚鱼雷。

### 防护
除了火炮炮塔采用镍钢制造，该舰在所有装甲垂直表面采用组合装甲。水线装甲带的最大厚度为16英寸（406），在弹药库处减至12—14英寸（305—356）。装甲带覆盖舰体侧面长228英尺（69.5），高7英尺（2.1）的区域，在底部边缘的厚度逐渐减至8英寸（203）。按照设计预期，有18英寸（457.2）的装甲带将位于水线以上，但实际因舰体过重，大部分装甲带被淹入水中。装甲带两端连接14—16英寸（356—406）的横向舱壁。
下层炮廓位于水线装甲带上方，长218英尺（66.4），高8英尺（2.4），用于保护炮塔底座。其侧面厚16英寸，前后由同样16英寸厚的横向防水舱封闭。上层炮廓保护着六英寸火炮，四面均厚5英寸（127）。炮塔侧面的装甲板厚16英寸，指挥塔的侧面厚12英寸（305）。下层炮廓的装甲甲板厚2英寸（51），但在主装甲带的前后到舰首和舰尾处增至2.5英寸（64）。

## 建造和服役
“纳瓦林”号得名自纳瓦里诺海战，于1889年4月24日从海军部造船厂订购，于同年7月13日在其位于圣彼得堡的造船厂开始建造。舰体于1890年5月31日开始铺设龙骨，1891年10月20日下水。1893年该舰被转移到喀琅施塔得进行舾装，并直到1896年6月才入役，总耗资超过900万卢布。由于锅炉问题、装甲板、炮塔架和其他零部件的延迟交付以及建造中的低效率等问题，建造工程严重延期。其中一个例子就是俄罗斯装甲板公司没有能力制造符合要求厚度的炮塔舷侧开炮孔装甲板，但建造方却不知何故地忽视了这一事实，最终不得不紧急向法国的圣沙蒙公司订购合适的装甲板。
“纳瓦林”号被派往波罗的海舰队，并于1896年8月开始了前往地中海的巡航。该舰于10月1日访问了希腊的比雷埃夫斯。1898年初，该舰与战列舰“伟大的西索伊”号一起奉命前往远东，并于3月28日抵达旅顺口。两年后，该舰参加了对义和团运动的镇压。1901年12月25日，“纳瓦林”号和“伟大的西索伊”号及数艘巡洋舰一起驶往波罗的海，并于1902年5月初抵达利耶帕亚。第二年9月，该舰开始接受整修，但在1904年2月日俄战争开始时中断了整修。在这次改装过程中，“纳瓦林”号被加装了4.5英尺（1.4）的巴尔-斯特劳德测距器，望远镜照準器和德律風根的无线电设备。该舰的轻武器装备增加了4门75（3.0英寸）炮，以取代了上层建筑顶部原本的4门47毫米炮。
1904年10月15日，在海军上将齐诺维·罗杰斯特文斯基的指挥下，该舰被编入第二太平洋舰队，从利耶帕亚出发前往旅顺港。当他的舰队于10月28日抵达摩洛哥的丹吉尔港时，罗杰斯特文斯基将其舰队分成两部分，并命令其手下包括“纳瓦林”号和“伟大的西索伊”号，沿地中海和苏伊士运河前往马达加斯加，按照之前的计划与他汇合。在德米特里·冯·福尔克萨姆海军准将的指挥下，他们当晚启程，一周后抵达克里特岛苏达湾，两周后到达埃及的塞得港。
两支舰队于1905年1月9日在贝岛合流并驻留了两个月，期间罗杰斯特文斯基指挥舰队完成了燃煤补给。舰队于3月16日启航前往法属印度支那的金兰湾，几乎一个月后抵达那里，等待由尼古拉·涅鲍加托夫海军准将指挥的第三太平洋舰队的旧舰只。后者于5月9日抵达金兰湾，之后，这支联合舰队于5月14日启航前往海参崴。
罗杰斯特文斯基将他的舰队重组为三个分舰队，第一分舰队由他自己指挥的四艘新型的博罗季诺级战列舰组成，冯·弗尔克萨姆指挥“奥斯利雅维亚”号、“纳瓦林”号、“伟大的西索伊”号和纳希莫夫海军上将号装甲巡洋舰组成的第二分舰队，涅鲍加托夫则带领剩余舰只作为第三分舰队。然而，冯·弗尔克萨姆于5月26日因癌症过世。为了保持士气罗杰斯特文斯基决定密不发丧。“奥斯利雅维亚”号舰长成为了第二分舰队的指挥官，而涅鲍加托夫并不知道他现在实际上是该分舰队的副指挥官。
由于“纳瓦林”号在1905年5月27日至28日的海战中幸存者寥寥，而且战斗中的大部分时间战场能见度都很差，因此很少有关于该舰在战斗中的记载见世。据称，该舰在战斗的早期阶段并未参与激烈交战，但在战斗进行到一半之后，位于俄军舰队战列线倒数第三的本舰遭受了严重打击。当天晚些时候，该舰被大口径炮弹击中了四次，导致舰尾严重漏水。到了晚上9点左右，舰尾甲板已被水淹没至后部12英寸炮塔处，被迫停下进行修理。大约在那个时候，该舰遭到了日本鱼雷艇的袭击，可能有一两枚鱼雷命中。“纳瓦林”号设法再次起航，并造成了一艘敌方鱼雷艇严重损坏。5月28日凌晨两点左右，该舰再次遭到日军第四驱逐队的袭击，该驱逐舰分队在“纳瓦林”前方投下了六串水雷。这些水雷链由四枚水雷用缆绳连在一起组成，击中组成的任何一部分都会使水雷吸附到舰体上。其中两颗水雷最终击中了“纳瓦林”号，导致其迅速倾覆并沉没。大约70名舰员在沉没之前成功逃生，但16小时后被发现时仅有3人还活着。其中一人被日本鱼雷艇救起，另外两人被一艘英国商船救起。其余674名军官和士兵全部阵亡。获救人员说，当他们呼救时，日本鱼雷艇曾向他们开火。

## 脚注

### 引文
1. ↑  张恩东 (2018)，第187頁.
2. ↑  张黎源 (2020)，第222頁.
3. 1 2  McLaughlin (2003)，第66頁.
4. 1 2  McLaughlin (2003)，第65頁.
5. ↑  McLaughlin (2003)，第65, 67, 70頁.
6. 1 2 3 4 5  McLaughlin (2003)，第68頁.
7. ↑  Friedman (2011)，第251頁.
8. ↑  Friedman (2011)，第118, 265頁.
9. ↑  Friedman (2011)，第120, 265頁.
10. ↑  吴光华 (1998)，第143頁.
11. 1 2 3 4  Campbell (1979)，第180頁.
12. ↑  McLaughlin (2003)，第69頁.
13. ↑  Silverstone (1984)，第379頁.
14. ↑  杨槱 (2020)，第101頁.
15. ↑  McLaughlin (2003)，第65–66, 68–70頁.
16. ↑  McLaughlin (2003)，第71, 166頁.
17. ↑  Forczyk (2009)，第9頁.
18. ↑  Pleshakov (2002)，第111, 152–159頁.
19. ↑  McLaughlin (2003)，第167頁.
20. ↑  Forczyk (2009)，第56頁.
21. ↑  Campbell (1978)，第135頁.
22. ↑  McLaughlin (2003)，第169頁.
23. 1 2  Campbell (1978)，第188頁.
24. ↑  Morris (2007)，第20頁.
25. ↑  Evans & Peattie (1997)，第122頁.
26. ↑  McLaughlin (2003)，第170頁.
27. ↑  Warner & Warner (2002)，第514頁.